# Okręg wyborczy Tain Burghs
Okręg wyborczy Tain Burghs powstał w 1708 r. i wysyłał do brytyjskiej Izby Gmin jednego deputowanego. Okręg obejmował miasta Dingwall, Dornoch, Kirkwall, Tain i Wick w Szkocji. Został zlikwidowany w 1832 r.

## Deputowani do brytyjskiej Izby Gmin z okręgu Tain Burghs
- 1708–1709: William Gordon, lord Strathnaver
- 1709–1710: Robert Douglas
- 1710–1741: Robert Munro
- 1741–1742: Charles Erskine
- 1742–1747: Robert Craigie
- 1747–1761: Harry Munro
- 1761–1768: John Scott
- 1768–1773: Alexander Mackay
- 1773–1780: James Grant
- 1780–1784: Charles Ross, wigowie
- 1784–1786: Charles James Fox, wigowie
- 1786–1786: George Ross, wigowie
- 1786–1796: Charles Lockhart-Ross, torysi
- 1796–1802: William Dundas
- 1802–1805: John Villiers
- 1805–1806: James MacDonald
- 1806–1808: John Randoll Mackenzie
- 1806–1812: William Henry Fremantle
- 1812–1830: Hugh Innes, torysi
- 1830–1832: James Loch, wigowie